# Marin Jelinić
Marin Jelinić (Metković, 7. prosinca 1996.) hrvatski je rukometaš.
Počeo je igrati rukomet u RK Metkoviću. Od 2015. 1,94 m visoki lijevi bočni igrao je za RK Ribolu Kaštela u Prvoj hrvatskoj ligi. U ljeto 2017. prelazi u RK Nexe Našice s kojim je nekoliko puta sudjelovao u Kupu EHF-a. Od 2023. je pod ugovorom s mađarskim prvoligašem Pick Szegedom.

## Reprezentacija
S hrvatskom reprezentacijom osvojio je 8. mjesto na Europskom prvenstvu 2022. postigavši 11 pogotka u 6 utakmica. Na Svjetskom prvenstvu 2023. reprezentacija je zauzela 9. mjesto, a Jelinić je postigao 23 pogotka u 6 nastupa. Bio je član hrvatske reprezentacije koja je osvojila srebro na Svjetskom prvenstvu u Hrvatskoj, Danskoj i Norveškoj 2025.